# 熊德慎
熊德慎（1776年—1806年11月30日），字淑之。江西省南昌府新建縣（今屬南昌市）人，清朝政治人物。

## 生平
嘉慶三年（1798年）戊午科江西鄉試第五十七名舉人。
嘉慶六年（1801年）辛酉恩科第三甲第七十一名同進士出身。以知縣即用。
九年（1804年），六月，掣分湖南郴州直隸州桂陽縣知縣。十二月二十六日到任。
在任聽訟斷獄精明果決，鋤強扶弱，豪強奸徒匿跡，倡修山店江橋，拓建兩所義學；嚴禁礦坑開採，不使匪徒聚集擾民。
十一年（1806年），十月二十一日，因積勞感冒，病卒於縣署，年三十一歲。